# Luis Gonzales Posada
Luis Javier Gonzales-Posada Eyzaguirre (Ica, Perú;  30 de julio de 1945) es un abogado y político peruano. Conocido dirigente del Partido Aprista Peruano. Fue Ministro de Justicia (1985-1986), embajador Representante Permanente del Perú en la Organización de Estados Americanos (1987) y Ministro de Relaciones Exteriores (1988-1989) durante el primer gobierno del presidente Alan García.
Como congresista representó al Departamento de Ica en los periodos 2001-2006 y 2006-2011. Presidió las Comisiones de Relaciones Exteriores, de Defensa Nacional, Orden Interno, Lucha contra las Drogas y de Defensa Civil. Fue Presidente del Congreso de la República del Perú del 27 de julio de 2007 al 27 de julio de 2008.

## Biografía
Nació el 30 de julio de 1945 en la Provincia de Pisco, Departamento de Ica, hijo del abogado y dirigente aprista, Carlos Gonzales Posada y de Zully Eyzaguirre.  
Su padre tuvo una destacada actuación en la revuelta estudiantil del 23 de mayo de 1923. Fue encarcelado y perseguido por sus ideas políticas. Ejerció el cargo de Gerente General del Seguro Social Obrero y fueron iniciativas suyas las leyes que crearon el seguro familiar y la incorporación al ámbito de la seguridad social de los accidentes de trabajo y enfermedades profesionales.  
Estudió en el Colegio Claretiano y en el Colegio Militar Leoncio Prado. Ingresó a las Facultades de Letras y Derecho de la Universidad Nacional Mayor de San Marcos. Fue elegido representante al tercio estudiantil. Obtuvo el grado de bachiller sustentado una tesis sobre las 200 Millas de Mar Territorial, y el título de abogado. 
Su hermana fue Consuelo Gonzales Posada, esposa del gral Juan Velasco Alvarado y primera dama del Perú.
Su hermana, la diputada Bertha Gonzales Posada, tuvo una destacada labor parlamentaria. Fue creadora de la Comisaría de la Mujer y autora de la ley 24975 que permite a las mujeres acceder a la Escuela de Oficiales de la Policía Nacional; de la ley 24705 que reconoce a las amas de casa y/ o a las madres de familia como trabajadoras independientes, incorporándolas al sistema de salud y de pensiones de la seguridad social y de la ley 25143 que dispone el subsidio de lactancia para las mujeres.
En 1972, Luis Gonzales Posada se casó con Marilú de Cossío de Vivanco, hija del embajador José Luis de Cossío y Ruiz de Somocurcio. Su esposa Marilú cumple una importante labor social a través del Instituto Mundo Libre, cuya presidencia ejerce, rehabilitando del consumo de drogas a centenares de niños y niñas de la calle. Esta actuación le ha valido recibir el Premio Internacional de la Fundación Panamericana de Desarrollo de Washington D. C., Premio de las Naciones Unidas - Viena a la Sociedad Civil 2001, la Medalla de la Ciudad de Lima y la condecoración del Congreso del Perú. El matrimonio es padre de tres hijos, Ananú, Javier y Diego Gonzales Posada de Cossío.

## Vida política

### Ministro de Justicia (1985-1986)
El 28 de julio de 1985 juró como ministro de Justicia, en el primer gabinete del expresidente Alan García, cargo en el que permaneció hasta 1986.
De 1986 a 1988 se desempeñó como embajador del Perú ante la OEA.

### Ministro de Relaciones Exteriores (1988-1989)
En 1988 fue nombrado Ministro de Relaciones Exteriores, cargo que ocupó hasta marzo de 1989.
Luego de concluir el primer gobierno del APRA, el Secretario General de la OEA lo nombró Director de la Oficina en Venezuela.  

### Opositor al régimen fujimorista
En 1992 protestó públicamente por el autogolpe en su país. El Gobierno de facto del Perú solicitó su cese del cargo y fue separado del puesto. Es el primer funcionario de la OEA cesado por defender el sistema democrático. 
A su retorno a Lima, el Ilustre Colegio de Abogados de Lima lo designó Presidente de la Comisión de Relaciones Exteriores, cargo que ejerció durante cinco años consecutivos. Realizó una destacada labor defendiendo la posición peruana en el conflicto con el Ecuador, publicando un Dictamen Histórico-Jurídico sobre ese tema. Por ello, años más tarde, le otorgaron la más alta condecoración del gremio, "Vicente Morales Duárez".

### Congresista (2001-2006)
En las elecciones generales del 2001, postuló al Congreso por el APRA y resultó elegido para el periodo 2001-2006.
Fue presidente de la Comisión de Relaciones Exteriores del Congreso (2001-2002) y como tal impulsó la adhesión del Perú a la Corte Penal Internacional así como también proyectos de ley para la reincorporación de los diplomáticos destituidos en el gobierno de Alberto Fujimori, la Ley del Asilo Político y la ley de refugio.
El proyecto impulsado por Gonzáles Posada (ley 27550) permitió la reincorporación de los miembros del Servicio Diplomático del Perú separados por el autogolpe de Estado de 1992. De la misma manera, la ley 28805 sirvió para reincorporar al servicio a miembros de las Fuerzas Armadas y Policía Nacional separados por consideraciones políticas.

### Congresista (2006-2011)
En las elecciones generales del 2006, fue reelegido Congresista por el departamento de Ica para el periodo 2006-2011. 
En el periodo 2006-2007 fue presidente de la Comisión de Defensa Nacional, Orden Interno, Desarrollo Alternativo y Lucha contra las Drogas del Congreso

### Presidente del Congreso (2007-2008)
El 26 de julio de 2007 fue elegido Presidente del Congreso para el periodo 2007-2008. En el ejercicio de la presidencia del Congreso desplegó una intensa acción de apoyo a los damnificados del terremoto del sur y logró que se aprobaran de inmediato y por unanimidad todas las leyes para apoyar a esa Región. Entre otros aportes destaca na campaña nacional para operar gratuitamente de cataratas a 1,500 personas pobres, gracias al apoyo de donantes y de médicos oftalmólogos, campaña que se denominó "Ver para creer". También logró que donaran 1,500 sillas de ruedas y gestionó la entrega de 484 módulos y viviendas para personas pobres. Asimismo, impulsó una colecta para trasladar a los departamentos afectados cientos de toneladas de víveres, ropa y agua. Introdujo el lenguaje por señas en el canal del Congreso, un rampa eléctrica para el deslazamiento de los minusválidos y gestionó la construcción del primer centro educativo para 300 niños sordos que lleva el nombre de "Ludwig Van Beethoven". En el ejercicio del cargo, logró concertar con todas las bancadas para que apoyen la demanda sobre límites marítimos del Perú contra Chile en la Corte Internacional de Justicia, experiencia que narra en su libro "La Haya, Decisión Histórica" 
En el periodo 2008-2009 fue miembro de las Comisiones de Relaciones Exteriores y la de Comercio Exterior y Turismo.
De acuerdo al informe oficial de la Dirección General Parlamentaria, en el periodo 2006-2011 ocupó el primer lugar entre los 120 legisladores como autor de proyectos que se convirtieron en normas legales.
Le han otorgado la Medalla de Oro del Servicio Diplomático y más adelante le han honrado como profesor Emérito de la Academia Diplomática del Perú, por haber sido autor de la ley 28598 que faculta a ese centro de estudios otorgar títulos a nombre de la Nación. 
Las Fuerzas Armadas le han concedido las más altas condecoraciones y lo mismo la Policía Nacional, que también lo distinguió con el Corazón Policial. La Universidad San Luis Gonzaga de Ica lo distinguió como doctor honoris causa.
Como iniciativas suyas destacan la ley 28740, de asilo político, considerada la de mayor avance internacional sobre la materia. Impulsó la aprobación de la Ley de Refugio 27891 y la adhesión del Perú a la Corte Penal Internacional.
Otras normas de su iniciativa fueron la ley 29031 que instituye el Día de los Defensores de la Democracia y la correspondiente condecoración a quienes se distinguen en la lucha contra el terrorismo; la ley 29487 que otorga prestaciones de salud gratuitas al personal con discapacidad de las Fuerzas Armadas y sus familiares directos; la ley 29517 que prohíbe el consumo de tabaco en lugares públicos.

## Publicaciones
- Seguridad Ciudadana: Política de Estado
- Diplomacia Aprista
- Los Antipatriotas
- La Haya: Decisión Histórica
- 1923, el Comienzo
- 1932, Asalto al Congreso

## Condecoraciones
- Orden de Vasco Núñez de Balboa en el grado de Gran Cruz, gobierno de Panamá. (1985)
- Orden El Sol del Perú en el grado Gran Cruz, entregada por el gobierno del Perú (1986).
- Orden al Mérito del Servicio Diplomático en el grado de Heung – In, gobierno de Corea (1986)
- Orden Al Mérito por servicios distinguidos en el grado de Gran Cruz, gobierno del Perú (1988)
- Orden del Libertador en el grado de Gran Cordón, Presidencia de Venezuela (1988)
- Orden al Mérito en Relaciones Públicas, en el Grado de Gran Oficial Concedido por el presidente de Relacionistas. (1989)
- Orden del Libertador San Martín en el grado de Gran Cruz, concedida por el presidente de  de Argentina. (1990)
- Orden de Isabel la Católica en el grado de Gran Cruz, concedido por el Rey de España. (2001)
- Medalla de Honor de  de Funcionarios del Servicio Diplomático del Perú, concedida en ceremonia especial de reconocimiento por  de Funcionarios del Servicio Diplomático del Perú. (2002)
- Orden de Bernardo O'Higgins en el grado de Gran Cruz, concedida por el presidente de  de Chile. (2002)
- Orden de Ouissam Alaouite en el grado de Gran Oficial, concedido por Su Majestad el Rey de Marruecos. (2004)
- Condecoración del Perú, por Servicios Especiales en el grado de Gran Cruz, concedida por el director general del Perú. (2006)
- Orden Militar de Ayacucho en el grado de Gran Cruz, concedida por el ministro de Defensa de la República del Perú. (2006)
- Condecoración y designación como profesor emérito, concedida por la Academia Diplomática del Perú. (2006)
- Orden Mexicana del Águila Azteca en el grado de Venera, concedida por el presidente de los Estados Unidos Mexicanos. (2006)
- Orden Cruz Peruana al Mérito Naval en el grado de Gran Cruz Especial, concedida por el comandante general de Guerra del Perú (2007).
- Orden al Mérito del Perú en el grado de Gran Cruz, concedida por el ministro del Interior (2007).
- Orden al Mérito Aeronáutico en la clase de Gran Cruz, Perú (2007).
- Medalla Institucional en su calidad de Presidente del Congreso de la República, concedida por el Instituto de Estudios Históricos Aeroespaciales del Perú (2007).
- Orden Capitán Quiñones en el grado de Gran Oficial, concedida por el comandante general del Perú (2008).
- Medalla del Ejército del Perú en su calidad de presidente de  de Defensa Nacional, Orden Interno, Desarrollo Alternativo y Lucha contra las Drogas del Congreso de , concedida por el comandante general del Ejército del Perú (2008).
- Morales y Duárez, concedida por el Ilustre Colegio de Abogados de Lima (2008).
- Condecoración y designación como profesor emérito, concedida por el rector de la Escuela de Periodismo Jaime Bausate y Meza. (2008)
- Condecoración Al Mérito del Senado de  de Chile en el grado de Gran Oficial, concedida por el presidente del Senado de  de Chile. (2008)
- Orden del Congreso de Colombia en el grado de Gran Cruz Extraordinaria, concedida por el presidente de Colombia. (2008)
- Medalla de Honor del Congreso de  del Perú en el grado de Gran Cruz, concedida por el presidente del Congreso del Perú (2009).
- Condecoración Dios Patria y Humanidad en el grado de “Estrella de Fuego”, concedida por el comandante general del Cuerpo General de Bomberos Voluntarios del Perú (2009).
- Orden de Río Branco en el grado de Gran Cruz, concedida por el presidente de Brasil (2009).
- Orden Militar Francisco Bolognesi en el Grado de Gran Cruz, concedida por el señor Ministro de Defensa del Perú. (2010)
- Orden al Mérito del Servicio Diplomático del Perú José Gregorio Paz Soldán en el Grado de Gran Cruz concedida por el ministro de Relaciones Exteriores del Perú. (2011)
- Gran Banda de la Orden del Sol Naciente, Rayos de Oro y Plata. Estado del Japón (2011)